# Ockerpantning
Ockerpantning är ett brott enligt svensk lag.	
I brottsbalken 9 kap 10 § föreskrivs:
"Mottager någon, för användning såsom påtryckningsmedel vid krav, handling som är falsk, upprättad för skens skull eller eljest oriktig eller ock check utan täckning, dömes för ockerpantning till böter eller fängelse i högst två år."